# Musartuut Qaava

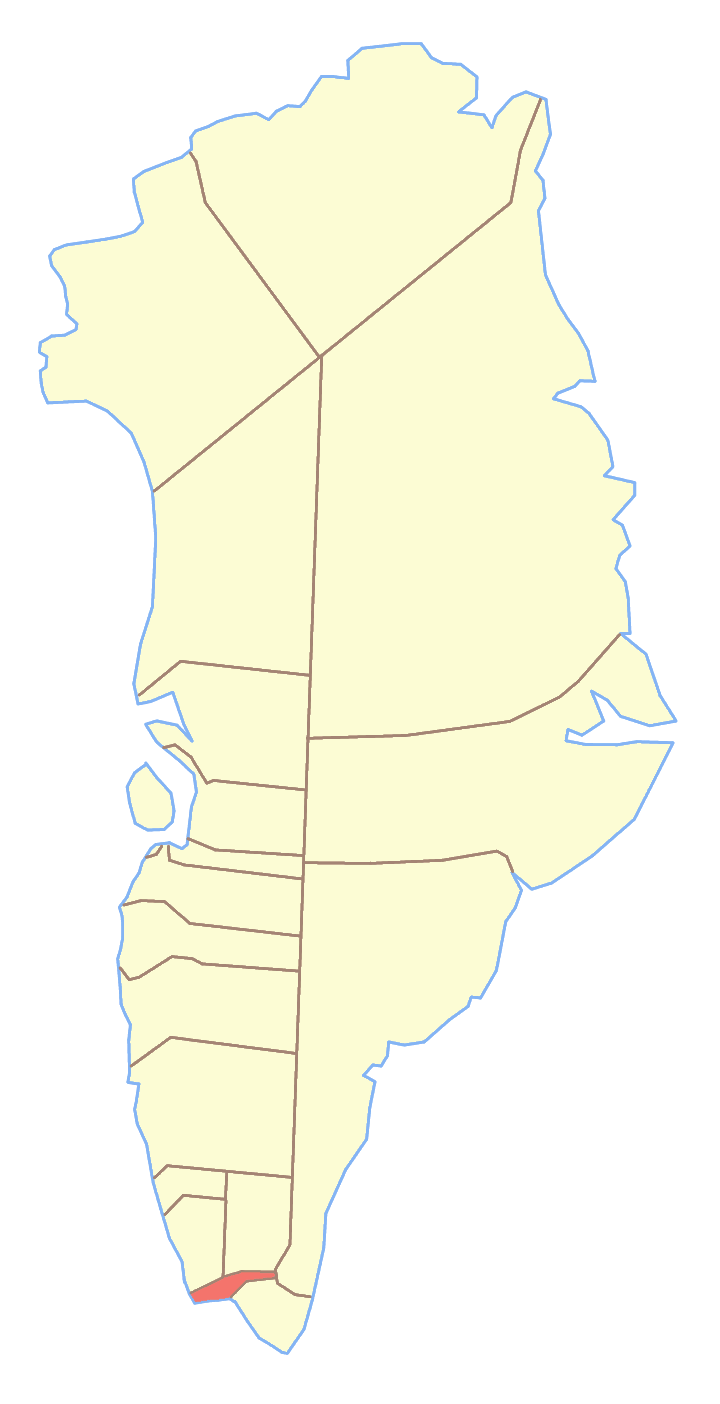
Ex comune di Qaqortoq, dove si trovava il Musartuut Qaava

Il Musartuut Qaava è un colle della Groenlandia alto 481 m. Si trova a 60°47'N 45°44'O; appartiene al comune di Kujalleq.